# 넙치 (소설)
《넙치》(독일어: Der Butt)는 1977년에 발표한 귄터 그라스의 소설로, 연작 소설에 속한다.

## 같이 보기
- 독일 문학